# Герингас, Давид Гилевич
Дави́д Ги́левич Ге́рингас (Ге́ринг, лит. David Geringas, первоначальное имя До́вид Ге́рингас — лит. Dovydas Geringas; род. 29 июля 1946, Вильнюс) — литовский виолончелист и дирижёр, с 1975 года живёт в Германии. Лауреат Национальной премии Литвы по культуре и искусству (2002).

## Начало пути
Был младшим из четверых сыновей в семье музыканта Гилеля Хаимовича Герингаса (1911—1980), служившего в 16-й Литовской дивизии.  Старший брат — израильский композитор Бени Гилин (Бени Гилевич Герингас, род. 1935).
Первый учитель по классу виолончели — Валерий Иванович Раевский.
В 1963—1973 учился в Московской консерватории по классу виолончели у М. Ростроповича. В 1970 завоевал золотую медаль на Международном конкурсе имени П. И. Чайковского.
Жена — пианистка Татьяна Шац-Герингас (урождённая Шац).

## Творческая карьера
Выступал с крупнейшими оркестрами мира — Берлинским филармоническим, Гамбургским симфоническим, Бамбергским симфоническим, Лондонским симфоническим, Филадельфийским оркестром, Симфоническим оркестром Эн-Эйч-Кей и др. под руководством выдающихся дирижёров от Михаэля Гилена и Вольфганга Заваллиша до Семёна Бычкова и сэра Саймона Рэттла.
Репертуар виолончелиста простирается от Баха и Моцарта до Губайдулиной, Лепо Сумеры и Петериса Васкса. Играл в ансамблях с Г. Кремером, К. Кашкашьян, Нобуко Имаи, В. Третьяковым, Д. Ситковецким, Я. Немцовым, Байбой Скриде и др. инструменталистами. Критикой и призами отмечено его исполнение сонат Боккерини, сочинений Пфицнера и Дютийё. 
Как дирижёр работал с оркестрами Европы, Мексики, Коста-Рики, Японии, Китая. Герингас дирижировал редко исполняемой реконструкцией Симфонии ми-бемоль мажор Петра Ильича Чайковского.

## Педагогическая деятельность
Преподавал в Гамбургской высшей школе музыки и театра (1977—1986), Высшей музыкальной школе Любека, с 2001 преподаёт в Берлинской высшей школе музыки. Среди его учеников — Соль Габетта, Рамон Яффе, Йоханнес Мозер, Борис Андрианов.

## Признание
Орден ФРГ За заслуги (2006) и другие награды